# 한천배지

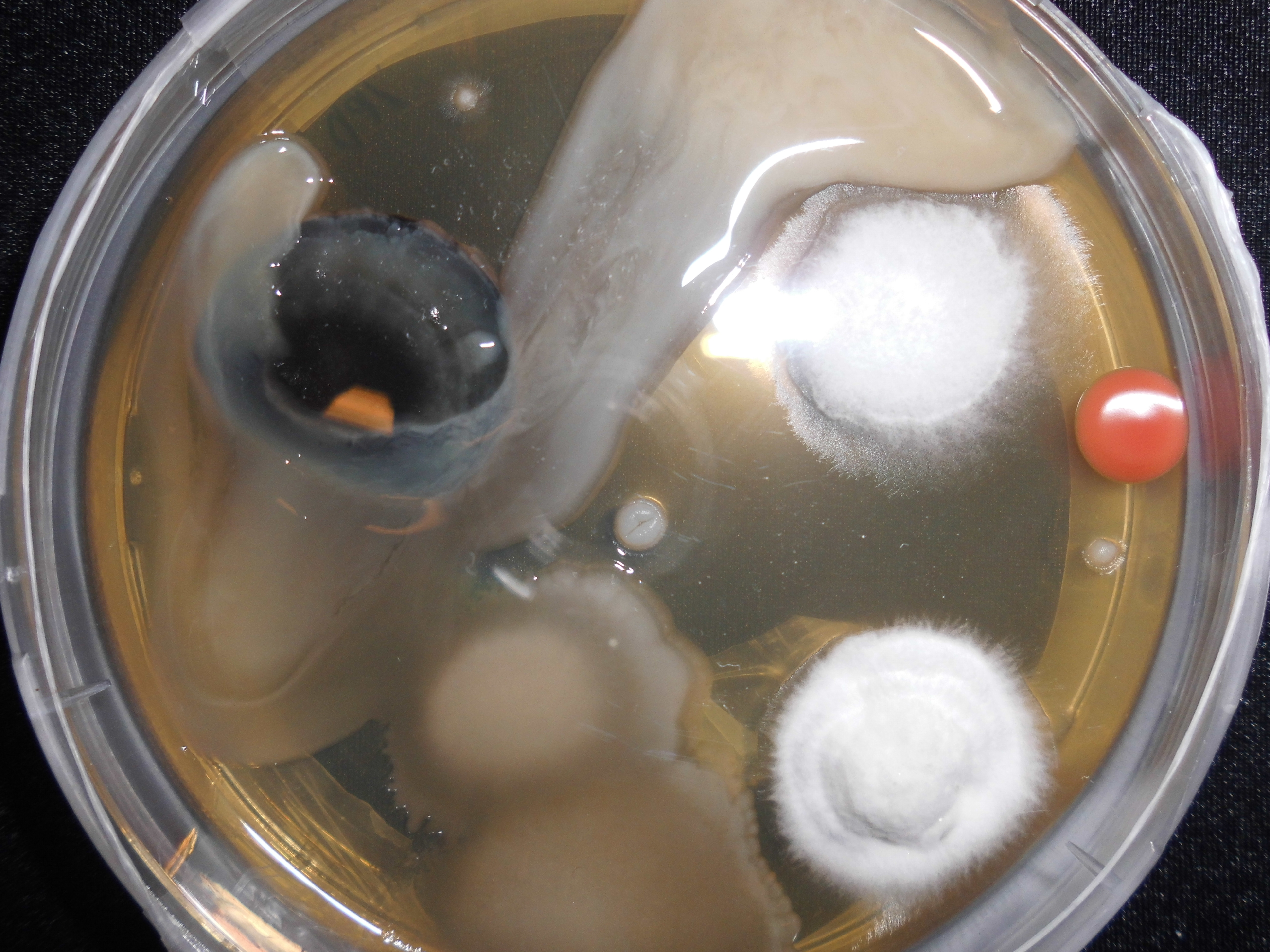
오염된 한천배지

한천배지(寒天培地, agar plate) 또는 우무배지, 한천평판(寒天平板), 우무평판은 한천(우뭇가사리)을 이용하여 고체로 만든 배지가 들어간 샬레로 미생물을 배양하는 데에 사용된다. 항생제와 같은 물질을 추가하여 미생물의 성장에 영향을 줄 수 있다.

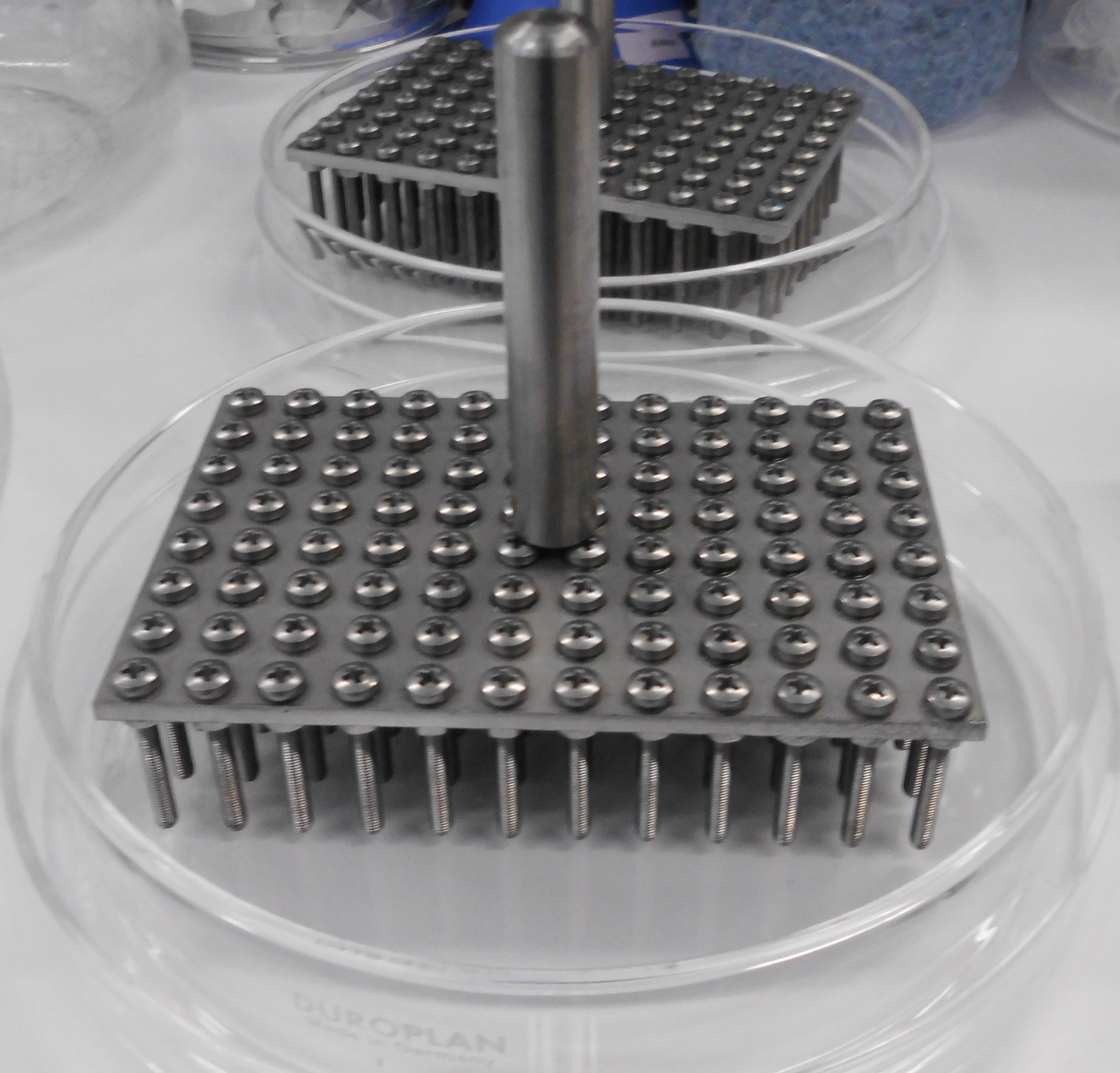
진균이나 세균 세포에 대하여 점적분석을 시행하는 데에 쓰이는 96 피너(96 pinner)

배지에서 미생물 한 개체는 각각 하나의 집락으로 성장하는데, 이 집락은 낮은 확률로 발생하는 돌연변이를 제외하면 처음 미생물과 유전적으로 동일한 클론이다. 따라서 한천배지는 미생물 농도를 추정하거나, 유전적으로 서로 다른 유기체의 혼합 배양에서 유전적으로 순수한 배양을 하기 위해 쓸 수 있다.
배양 대상인 세포를 배지에 접종하기 위해 여러 가지 방법을 사용할 수 있다. 한 가지 방법은 선조접종으로, 무균 상태의 도구인 백금이를 이용하여 한천배지 표면에 도말한다. 이로 인해 처음에 도말한 부분에는 많은 수의 미생물 세포가, 나중 부분에는 적은 수가 남는다. 성공적으로 선조접종이 이루어졌다면 개별 집락으로 성장하기 충분한 양의 미생물이 각 지점에 배양되는데, 이때 다른 백금이를 이용해 집락 하나를 덜어내 다른 곳에 다시 배양할 수도 있다.
선조접종이 아닌 다른 접종법에는 점적분석이 있다. 점적분석은 피너(pinner)라는 도구를 이용해 시행한다. 또한 무균 상태의 유리 비드를 이용하는 방법이나 복제평판법도 이용된다. 앞의 네 가지 방법이 가장 흔하지만 다른 접종법도 존재한다. 한천배지의 오염을 막기 위해 어떤 방법이든 무균 상태에서 진행해야 한다. 따라서 분젠 버너 바로 옆의 작업대나 클린벤치에서 한천배지 접종을 자주 시행한다.

## 같이 보기
- 미생물 예술